# ناحیه فریمونت، شهرستان توسکولا، میشیگان
ناحیه فریمونت (به انگلیسی: Fremont Township) یک منطقهٔ مسکونی در ایالات متحده آمریکا است که در شهرستان تاسکولا، میشیگان واقع شده‌است.
 ناحیه فریمونت ۹۳٫۶ کیلومتر مربع مساحت و ۳٬۳۱۲ نفر جمعیت دارد و ۲۳۲ متر بالاتر از سطح دریا واقع شده‌است.